# Estación de bombeo de Edgbaston

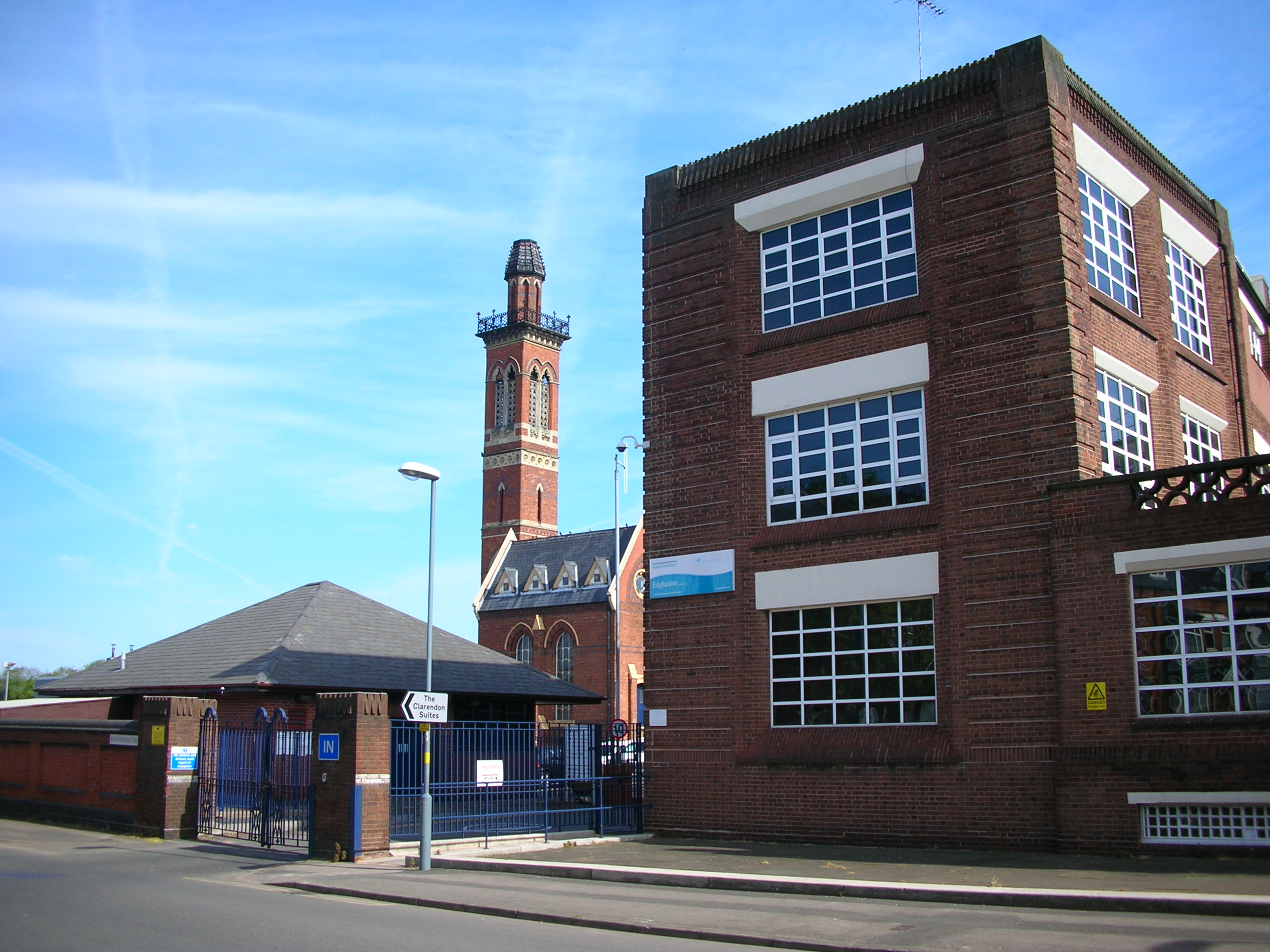
Edgbaston Waterworks.

La estación de bombeo de Edgbaston (Edgbaston Waterworks en inglés) es una estación de bombeo que se encuentra al este del depósito de Edgbaston, tres kilómetros al oeste del centro de Birmingham, en Inglaterra.
Los edificios fueron proyectados por John Henry Chamberlain y William Martin hacia 1870. El edificio de motores, la sala de máquinas y la chimenea tienen la catalogación de Grade II listed buildings. La planta está explotada por la empresa Severn Trent Water. A pesar de la cercanía al depósito de Edgbaston, no hay relación histórica o funcional entre ambas instalaciones: ese bombeo da presión de suministro de agua potable, mientras que el depósito fue construido para alimentar el sistema de canales.
Se ha sugerido, pero no probado, que las torres de Perrott's Folly y Edgbaston Waterworks podrían haber sido la inspiración o referencia de Las dos torres de los textos de J. R. R. Tolkien, que vivió de niño en las inmediaciones.